# Флоридская джорданелла
Флоридская джорданелла (лат. Jordanella floridae) — вид лучепёрых рыб семейства карпозубовых, живущая на полуострове Флорида (Северная Америка) в болотах и в проточных водоёмах. Аквариумная рыбка.

## Характеристика
Флоридская джорданелла отличается коротким, плотным телом и большой головой. Этим она скорее напоминает некоторых цихлид (например хемихромиса). Взрослые самцы отличаются красотой окраски. По бокам на голубовато-зелёном фоне красных чешуй, которые отделяются от следующих находится чёрное пятно. Самка почти одноцветная. Её длина 6 см. Часто передвигается толчками, как будто прыгая.

## Содержание
Видовой аквариум, грунт — песок, местами заросли растений для укрытия. Параметры воды: температура 17—24 °C (В. Зоммер (АТ 10/79) отмечает, что колебания температуры ночью (17 °C) и днём (23 °C) благоприятно действует на рыб), жесткость 10—20 °dH , рН 7—7,5, в некоторых литературных источниках рекомендуется добавление поваренной соли до 2 г/л.

## Кормление
Особенность рыбки заключается в том, что она главным образом растительноядная. Хотя она может существовать только за счёт растительной пищи, все же лучше добавлять немного живого корма. В аквариум с джорданеллами сажают только растения с жёсткими листьями, так как другие растения рыбы обгрызают и съедают.
Мальки питаются сначала пылевидным кормом, круто сваренным желтком, сухарями, которые размокают и рыбы откусывают от них кусочки. Более крупных мальков кормят дафнией.

## Разведение
У готовых к нересту самок бледнеет рисунок тёмных пятен, а брюхо становится округлым. Некоторые из них роют ямку в песке. Икру (до 300 шт.) мечут на песок или растения. После икрометания самку удаляют, за икрой ухаживает самец. Инкубационный период длится 3—7 суток. После выклева личинок самца удаляют.

## Совместимость
Можно содержать с тетрами, тигровыми барбусами, расборами, отоцинклусами, плекостомусами.
Нельзя содержать с агрессивными крупными рыбками и с рыбами, у которых длинные плавники.